# Lubomierz (województwo podkarpackie)
Lubomierz – osada w Polsce położona w województwie podkarpackim, w powiecie lubaczowskim, w gminie Oleszyce.
Wierni Kościoła rzymskokatolickiego należą do parafii Narodzenia Najświętszej Maryi Panny w Oleszycach.